# Beroe ramosa
Beroe ramosa är en kammanetart som beskrevs av Komai 1921. Beroe ramosa ingår i släktet Beroe, och familjen Beroidae. Inga underarter finns listade i Catalogue of Life.